# Metasyrphus nielseni
Metasyrphus nielseni là một loài ruồi trong họ Ruồi giả ong (Syrphidae). Loài này được Dusek & Laska mô tả khoa học đầu tiên năm 1976. Metasyrphus nielseni phân bố ở vùng Cổ Bắc giới